# Resolutie 1601 Veiligheidsraad Verenigde Naties
Resolutie 1601 van de Veiligheidsraad van de Verenigde Naties werd op 31 mei 2005 unaniem aangenomen door de VN-Veiligheidsraad en verlengde de VN-stabilisatiemacht in Haïti met ruim drie weken.

## Achtergrond
Na decennia onder dictatoriaal bewind won Jean-Bertrand Aristide in december 1990 de verkiezingen in Haïti. In september 1991 werd hij met een staatsgreep verdreven. Nieuwe verkiezingen werden door de internationale gemeenschap afgeblokt waarna het land in de chaos verzonk. Na Amerikaanse bemiddeling werd Aristide in 1994 in functie hersteld. Het jaar erop vertrok hij opnieuw, maar in 2000 werd hij herkozen. Zijn tweede ambtstermijn werd echter gekenmerkt door beschuldigingen van corruptie. In 2004 veroverden door het Westen gesteunde rebellen de controle over het land. In juni dat jaren werden VN-vredestroepen gestuurd en in 2006 werd René Préval, die tussen 1995 en 2000 ook president was, opnieuw verkozen.

## Inhoud
De Veiligheidsraad:
- Bevestigt de resoluties 1576 en 1542 en herinnert aan resolutie 1529 en het rapport over de missie in Haïti van 13 tot 16 april.
- Bepaalt dat de situatie in Haïti een bedreiging van de regionale vrede en veiligheid blijft.
- Handelt onder Hoofdstuk VII van het Handvest van de Verenigde Naties.

1. Beslist het mandaat van de MINUSTAH-stabilisatiemacht tot 24 juni.
2. Verwelkomt het rapport van secretaris-generaal Kofi Annan.
3. Besluit op de hoogte te blijven.

## Verwante resoluties
- Resolutie 1542 Veiligheidsraad Verenigde Naties (2004)
- Resolutie 1576 Veiligheidsraad Verenigde Naties (2004)
- Resolutie 1608 Veiligheidsraad Verenigde Naties
- Resolutie 1658 Veiligheidsraad Verenigde Naties (2006)

Lijst ·  1581 ·  1582 ·  1583 ·  1584 ·  1585 ·  1586 ·  1587 ·  1588 ·  1589 ·  1590 ·  1591 ·  1592 ·  1593 ·  1594 ·  1595 ·  1596 ·  1597 ·  1598 ·  1599 ·  1600 ·  1601 ·  1602 ·  1603 ·  1604 ·  1605 ·  1606 ·  1607 ·  1608 ·  1609 ·  1610 ·  1611 ·  1612 ·  1613 ·  1614 ·  1615 ·  1616 ·  1617 ·  1618 ·  1619 ·  1620 ·  1621 ·  1622 ·  1623 ·  1624 ·  1625 ·  1626 ·  1627 ·  1628 ·  1629 ·  1630 ·  1631 ·  1632 ·  1633 ·  1634 ·  1635 ·  1636 ·  1637 ·  1638 ·  1639 ·  1640 ·  1641 ·  1642 ·  1643 ·  1644 ·  1645 ·  1646 ·  1647 ·  1648 ·  1649 ·  1650 ·  1651